# Rajd Wielkiej Brytanii 2003
Rezultaty Rajdu Wielkiej Brytanii (59th Wales Rally of Great Britain), eliminacji Rajdowych Mistrzostw Świata w 2003 roku, który odbył się w dniach 6–9 listopada. Była to czternasta i ostatnia runda czempionatu w tamtym roku i ósma szutrowa oraz siódma w Junior WRC. Bazą rajdu było miasto Cardiff. Zwycięzcami rajdu została norwesko-brytyjska załoga Petter Solberg i Phil Mills jadąca Subaru Imprezą WRC, który dzięki zwycięstwu został mistrzem świata. Wyprzedzili oni francusko-monakijską załogę Sébastiena Loeba i Daniela Élenę w Citroënie Xsarze WRC oraz Finów Tommiego Mäkinena i Kaja Lindströma w Subaru Imprezie WRC. Z kolei zwycięzcami Junior WRC zostali Szwedzi Daniel Carlsson i Mattias Andersson w Suzuki Ignisie S1600.
Rajdu nie ukończyło siedmiu kierowców fabrycznych. Mistrz świata Fin Marcus Grönholm w Peugeocie 206 WRC nie ukończył rajdu na 3. odcinku specjalnym z powodu wypadku i utraty koła. Jego rodak i partner z zespołu Peugeota Harri Rovanperä zakończył jazdę w rajdzie na 16. odcinku specjalnym z powodu awarii przekładni. Rajdu nie ukończyło również dwóch kierowców Forda Focusa WRC. Estończyk Markko Märtin odpadł na 3. oesie na skutek awarii silnika, a Fin Mikko Hirvonen uległ wypadkowi na tym samym oesie. Z kolei kierowca Škody Fabii WRC Fin Toni Gardemeister odpadł z rajdu na 16. odcinku specjalnym z powodu wypadku. Hiszpan Carlos Sainz w Citroënie Xsarze WRC miał wypadek na 3. oesie, a jego rodak i partner z zespołu Daniel Solà na 14. oesie doświadczył pożaru samochodu.

## Klasyfikacja ostateczna (punktujący zawodnicy)
| Miejsce  | Zawodnik              | Pilot                | Samochód           | Czas      | Strata   | Grupa | Punkty |
| WRC      | WRC                   | WRC                  | WRC                | WRC       | WRC      | WRC   | WRC    |
| -------- | --------------------- | -------------------- | ------------------ | --------- | -------- | ----- | ------ |
| 1.       | Petter Solberg        | Phil Mills           | Subaru Impreza WRC | 3:28:58.1 |          | A8 M  | 10     |
| 2.       | Sébastien Loeb        | Daniel Élena         | Citroën Xsara WRC  | 3:29:41.7 | +43.6    | A8 M  | 8      |
| 3.       | Tommi Mäkinen         | Kaj Lindström        | Subaru Impreza WRC | 3:31:56.9 | +2:58.8  | A8 M  | 6      |
| 4.       | Colin McRae           | Derek Ringer         | Citroën Xsara WRC  | 3:34:26.2 | +5:28.1  | A8 M  | 5      |
| 5.       | François Duval        | Stéphane Prévot      | Ford Focus WRC     | 3:36:14.2 | +7:16.1  | A8 M  | 4      |
| 6.       | Freddy Loix           | Sven Smeets          | Peugeot 206 WRC    | 3:37:04.6 | +8:06.5  | A8 M  | 3      |
| 7.       | Manfred Stohl         | Ilka Minor           | Peugeot 206 WRC    | 3:37:46.5 | +8:48.4  | A8    | 2      |
| 8.       | Roman Kresta          | Jan Tománek          | Peugeot 206 WRC    | 3:38:00.7 | +9:02.6  | A8    | 1      |
|          |                       |                      |                    |           |          |       |        |
| 11.      | Didier Auriol         | Denis Giraudet       | Škoda Fabia WRC    | 3:44:44.0 | +15:45.9 | A8 M  |        |
| JWRC     |                       |                      |                    |           |          |       |        |
| 1. (14.) | Daniel Carlsson       | Mattias Andersson    | Suzuki Ignis S1600 | 3:57:29.8 |          | A6    | 10     |
| 2. (15.) | Mirco Baldacci        | Giovanni Bernacchini | Fiat Punto S1600   | 3:59:04.2 | +1:34.4  | A6    | 8      |
| 3. (23.) | Ville-Pertti Teuronen | Mikko Markkula       | Suzuki Ignis S1600 | 4:04:51.6 | +7:21.8  | A6    | 6      |
| 4. (28.) | Salvador Cañellas     | Xavier Amigo         | Suzuki Ignis S1600 | 4:14:50.3 | +17:20.5 | A6    | 5      |
| 5. (29.) | Alessandro Broccoli   | Giovanni Agnese      | Opel Corsa S1600   | 4:20:58.2 | +23:28.4 | A6    | 4      |
| 6. (30.) | Massimo Ceccato       | Mitia Dotta          | Fiat Punto S1600   | 4:24:25.8 | +26:56.0 | A6    | 3      |

1. ↑  Litera M przy oznaczeniu grupy do której należy samochód oznacza, iż tylko ci kierowcy zdobywali punkty dla swoich zespołów liczonych w klasyfikacji producentów na koniec sezonu.

## Zwycięzcy odcinków specjalnych
| Dzień     | Odcinek | G. rozp. | Nazwa                   | Długość | Zwycięzca      | Czas    | Lider rajdu    |
| --------- | ------- | -------- | ----------------------- | ------- | -------------- | ------- | -------------- |
| 1 (6 LIS) | SS1     | 19:30    | Cardiff Super Special 1 | 2.45km  | Petter Solberg | 2:08.7  | Petter Solberg |
| 2 (7 LIS) | SS2     | 07:51    | Brechfa                 | 23.12km | Sébastien Loeb | 13:19.6 | Sébastien Loeb |
| 2 (7 LIS) | SS3     | 08:30    | Trawscoed               | 27.97km | Sébastien Loeb | 16:23.4 | Sébastien Loeb |
| 2 (7 LIS) | SS4     | 11:20    | Rheola 1                | 32.58km | Petter Solberg | 17:58.6 | Petter Solberg |
| 2 (7 LIS) | SS5     | 12:38    | Resolfen 1              | 43.09km | Petter Solberg | 22:40.9 | Petter Solberg |
| 2 (7 LIS) | SS6     | 15:48    | Rheola 2                | 32.58km | Sébastien Loeb | 17:50.9 | Petter Solberg |
| 2 (7 LIS) | SS7     | 19:32    | Cardiff Super Special 2 | 2.45km  | Petter Solberg | 2:06.4  | Petter Solberg |
| 3 (8 LIS) | SS8     | 07:45    | Crychan 1               | 13.05km | Petter Solberg | 7:10.6  | Petter Solberg |
| 3 (8 LIS) | SS9     | 08:14    | Halfway 1               | 18.53km | Petter Solberg | 10:15.7 | Petter Solberg |
| 3 (8 LIS) | SS10    | 10:27    | Crychan 2               | 13.05km | Petter Solberg | 7:08.0  | Petter Solberg |
| 3 (8 LIS) | SS11    | 10:54    | Halfway 2               | 18.53km | Petter Solberg | 10:11.0 | Petter Solberg |
| 3 (8 LIS) | SS12    | 13:13    | Margam Forest           | 17.37km | Petter Solberg | 9:57.7  | Petter Solberg |
| 3 (8 LIS) | SS13    | 13:46    | Margam Park 1           | 12.64km | Petter Solberg | 7:08.8  | Petter Solberg |
| 3 (8 LIS) | SS14    | 15:32    | Resolfen 2              | 43.09km | Petter Solberg | 22:21.3 | Petter Solberg |
| 3 (8 LIS) | SS15    | 19:38    | Cardiff Super Special 3 | 2.45km  | Petter Solberg | 2:05.1  | Petter Solberg |
| 4 (9 LIS) | SS16    | 07:48    | Rhondda 1               | 30.61km | Sébastien Loeb | 16:25.5 | Petter Solberg |
| 4 (9 LIS) | SS17    | 11:02    | Rhondda 2               | 30.61km | Sébastien Loeb | 16:21.1 | Petter Solberg |
| 4 (9 LIS) | SS18    | 13:04    | Margam Park 2           | 12.64km | Petter Solberg | 7:07.4  | Petter Solberg |

## Klasyfikacja końcowa sezonu 2003
Tabele przedstawiają tylko pięć pierwszych miejsc.

### Kierowcy
| Lp. | Kierowca       | Pkt |
| --- | -------------- | --- |
| 1   | Petter Solberg | 72  |
| 2   | Sébastien Loeb | 71  |
| 3   | Carlos Sainz   | 63  |
| 4   | Richard Burns  | 58  |
| 5   | Markko Märtin  | 49  |

### Producenci
| Lp. | Producent                   | Pkt |
| --- | --------------------------- | --- |
| 1   | Citroën Total               | 160 |
| 2   | Malboro Peugeot Total       | 145 |
| 3   | 555 Subaru World Rally Team | 109 |
| 4   | Ford Motor Co Ltd.          | 93  |
| 5   | Škoda Motorsport            | 23  |